# Дамаскин (митрополит Йоханнесбургский)
Митрополи́т Дамаски́н (греч. Μητροπολίτης Δαμασκηνός, в миру Фо́тиос Папандре́у, греч. Φώτιος Παπανδρέου; род. 1957, Эрмиони, ном Арголида, Греция) — епископ Александрийской православной церкви, митрополит Йоханнесбургский и Преторийский, ипертим и экзарх всей Южной Африки.

## Биография
После получения среднего образования поступил в университет, где получил степени по политологии и богословию.
В 1987 году был рукоположён в сан диакона, а вскоре затем — во пресвитера с возведением в сан архимандрита. Служил в Греции.
Затем уехал служить в Африку священником, проповедником, катехизатором и миссионером. Его служение проходило в Дурбане и Квазулу-Натале, где он создал новые миссионерские общины в разных частях провинции.
По предложению патриарха Александрийского Феодора II решением Священного Синода Александрийской православной церкви от 27 октября 2004 года был единогласно избран епископом Ганским.
Архиерейская хиротония состоялась 30 октября того же года в Патриаршем соборе святого Саввы Освященного в Александрии; хиротонию возглавил Патриарх Александрийский Феодор II.
6 октября 2009 года решением Священного Синода Александрийской православной церкви Ганская епархия была преобразована в Аккрскую митрополию с присвоением епископу Дамаскину титула «митрополит Аккрский, ипертим и экзарх Западной Африки». В его юрисдикцию входили: Гана, Кот-д'Ивуар, Либерия, Сьерра-Леоне, Сенегал, Мали, Буркина-Фасо, Гвинея, Гвинея-Бисау и Гамбия.
7 октября 2010 года решением Священного Синода Александрийской православной церкви назначен митрополитом Йоханнесбургским и Преторийским.
12 декабря того же года в соборе равноапостольных царя Константина и Елены в Йоханнесбурге состоялась его интронизация.